# Gnomulus lemniscatus
Espèce
Gnomulus lemniscatus est une espèce d'opilions laniatores de la famille des Sandokanidae.

## Distribution
Cette espèce est endémique de la province de Lâm Đồng au Viêt Nam. Elle se rencontre vers la cascade de Datanla.

## Description
Le mâle holotype mesure 6,51 mm et la femelle paratype 7,17 mm.

## Systématique et taxinomie
Cette espèce a été décrite par Schwendinger et Martens en 2006.

## Publication originale
- Schwendinger & Martens, 2006 : « A taxonomic revision of the family Oncopodidae V. Gnomulus from Vietnam and China, with the description of five new species (Opiliones, Laniatores). » Revue Suisse de Zoologie, vol. 113, no 3, p. 595–615 (texte intégral).